# Macrobrachium digueti
Macrobrachium digueti is een garnalensoort uit de familie van de Palaemonidae. De wetenschappelijke naam van de soort is voor het eerst geldig gepubliceerd in 1895 door Bouvier.